# Obdobje Asuka
Obdobje Asuka (飛鳥時代 Asuka džidaj) je obdobje v japonski zgodovini med letoma 538 in 710 (tudi med 592 in 645), čeprav se začetek obdobja lahko prekriva s predhodnim obdobjem Kofun. Vladavina Jamato se je v tem času zelo razvila. Imenuje se po območju Asuka, 25 kilometrov južno od sodobnega mesta Nara.
Za obdobje je značilna pomembna umetniška, družbena in politična preobrazba z izvorom v koncu obdobja Kofun, na katero vpliva predvsem prihod budizma s Kitajske, ki pomeni veliko spremembo v japonski družbi. Ime države se spremeni iz Va (倭) v Nihon (日本).

## Poimenovanje
Izraz Obdobje Asuka je najprej pomenil obdobje v zgodovini japonske fine umetnosti in arhitekture. Predlagala sta ga umetnostna zgodovinarja Tadacu Sekino (関野貞) in Okakura Kakuzo okoli leta 1900. Sekino je določil, da se konča z reformami Taika leta 646, Okukara pa s premikom prestolnice v Naro. Slednji način je bolj priljubljen, umetnostni zgodovinarji pa imajo raje Sekinov način, po katerem sledi obdboju Asuka z letom 646 Obdobje Hakuho (白鳳時代).

## Vladavina Jamato
Za vladavino Jamato (大和時代, Jamato-džidai) so značilni mogočni klani ali razširjene družine, vključno z odvisnimi družinami. Na čelu vsakega klana je bil patriarh, ki je izvajal svete obrede za priprošnjo h klanovem kamiju. Pripadniki klanov so bili visoka aristokracija, cesarska linija, ki je vladala, pa je bila na vrhu te delitve. Gre za prvo obdobje v japonski zgodovini, ko je cesar vladal brez večjih tekmecev, ki bi ga lahko spodkopali. Vladal je iz province Jamato, današnja prefektura Nara.
Vladavina Jamato je bila zgoščena okoli regije Asuka in izvajala oblast nad klani na Kjušuju in Honšuju. Podarjala jim je nazive, nekatere dedne. Jamato je postal sinonim za celotno državno tvorbo, saj so cesarji zatrli preostale klane in si prisvojili zemljo za kmetovanje. Po kitajskem modelu so razvili centralno oblast in cesarski dvor, na katerem so sodelovali poglavarji klanov, ni pa imel stalne prestolnice. Prevzeli so kitajsko pisavo. Do sredine 7. stoletja so kmetijske površine zrasle v zajetno javno domeno pod centralno oblastjo. Osnovna uradniška enota sistema Gokišičido (五畿七道, »pet mest, sedem cest«) je bilo okrožje, družba pa je bila razdeljena na poklicne skupine. Večina ljudi je bila kmetov, poleg njih pa še ribiči, tkalci, lončarji, obrtniki, kovači oklepov in specialisti za obrede.

## Klan Soga in Taiši Šotoku
Klan Soga se je s porokami vpletel v cesarsko družino; do leta 587 je bil Soga no Umako dovolj vpliven, da je nastavil nečaka za cesarja, ga kasneje umoril in zamenjal s cesarico Suiko. Suiko je bila zgolj lutka za Umaka in princa regenta Taiši Šotokuja.
Šotoku, velik intelektualec iz tega časa reform, je bil zaprisežen budist in dobro načitan v kitajski literaturi. Nanj so vplivali konfucijanski principi, tudi t.i. nebeški mandat, po katerem naj bi cesarji vladali po volji vrhovne sile. Pod Šotokujem so sprejeli konfucijanske modele bontona in slojev/rangov, Sedemnajstčlenska ustava pa naj bi prinesla harmonijo v kaotično družbo.
Šotoku je sprejel kitajski koledar, razvil sistem trgovskih cest Gokišičido, zgradil mnoge budistične templje, dal spisati dvorne kronike, pošiljal učence na Kitajsko za učenje budizma in konfucijanstva, politika Ono no Imoka je poslal kot odposlanca (遣隋使 "kenzui'iši) na Kitajsko.
Šest uradnih misij spremljevalcev, svečenikov in študentov se je odpravilo na Kitajsko v 7. stoletju. Nekateri so se zadržali tudi 20 let in prinesli nazaj ogromno snovi za reforme. Zelo se razlikujejo od konvojev iz Obdobja Kofun, ko je bil njihov namen samo potrditev domen in nazivov.
Šotoku je poslal kitajskemu cesarju uradno korespondenco, ki se je začela s stavkom: »Od sina nebes iz dežele vzhajajočega Sonca k sinu nebes v deželi, kjer Sonce zahaja...«. Kitajci so zavračali to potezo, v kateri je želel enačiti oba cesarja.
Šotokujeva poteza je odprla novo predpostavko, da Japonska nikoli več ne bo imela podrejenega statusa v zadevah s Kitajsko, razen ko je to storil Jošimicu Ašikaga v 15. stoletju. Posledično Japonska ni več prejemala nazivov od Kitajske, čeprav so jim pošiljali plačilo (有貢無封 Džuko mufu). S stališča Kitajske se je položaj v primerjavi s prejšnjimi stoletji znižal. Po drugi strani pa je Japonska zrahljala politične odnose s Kitajsko in razvila nenavadna kulturna in intelektualna razmerja.

## Reforme Taika in sistemricurjo

### Reforme Taika
Približno 20 let po smrti Šotokuja, Soga no Umakoja in cesarice Suiko je prišlo leta 645 do udara v palači zaradi nasledstva na prestolu proti monopolizirani moči klana Soga. Izpeljala sta ga princ Naka no Oe in Nakatomi no Kamatari, si prisvojila dvor in predstavila reforme Taika. Čas v japonski zgodovini med letoma 645-649 pravimo Obdobje Taika (大化, »Velika sprememba«), udar, ki ga je sprožil, pa Incident išši po letu v kitajskem koledarju, ko se je zgodil.
Čeprav reforme Taika niso bile sestavljene kot zakonik, so predvidevale serijo reform za ustanovitev sistem ricurjo družbenih, fiskalnih in upravnih mehanizmov, ki obveljajo do 10. stoletja. Ricu (律) pomeni kazenski zakonik, rjo (令) pa upravni kodeks. Skupaj opišeta izraza sistem pravil, ki se pojavijo iz reform Taika.
Reforme Taika pod vplivom kitajskih praks so se začele s prerazporeditvijo zemlje za končanje dotedanjega sistema, ko so zemljo držali veliki klani za nadzor nad domenami in poklicnimi skupinami. Nekdanja zasebna zemlja in zasebni ljudje (私地私民 šiči šimin) je postala javna zemlja in javni ljudje (公地公民 koči komin), s čimer je želel dvor vsiliti kontrolo nad Japonsko in narediti ljudi direktne podložnike prestolu. Zemlja se je po smrti lastnika vrnila državi, davke na svilo, bombaž, platno, nit in druge proizvode so odstranili, uvedli pa nov davek v obliki neplačane vojaške službe in javnih del. Dedni nazivi klanskih poglavarjev so bili odstranjeni. Ustanovili so tri nova ministrstva za svetovanje prestolu:
- ministrstvo na levi - (左大臣, sadaidžin)
- ministrstvo na desni - (右大臣, udaidžin)
- kancler za deželo - (太政大臣, daidžo-daidžin)

Državo so razdelili na province, ki jih je vodil guverner (imenoval ga je dvor). Province so bile dalje razdeljene na okrožja in vasi.
Naka no Oe je prevzel naziv kronskega princa, Kamatari pa novo družinsko ime Fudživara kot priznanje za službo cesarski družini. Fudživara no Kamatari je postal prvi v dolgi liniji aristokratov. Uvedel je ime 大日本  (Daj-nippon, »Velika Japonska«) v diplomatske dokumente. Leta 662 je po vladavini svojega strica in matere prevzel prestol kot cesar Tendži s titulo cesar Japonske. Z novim nazivom je želel izboljšati klanovo sliko in poudarjal božanski izvor linije, da bi jo obdržal nad političnimi spori, ki so jih netili klani, kot je Soga. Tudi znotraj cesarske družine so se pojavljali boji za moč. Cesarjev brat je zanetil Džinšinsko vojno za prestol. Ko je kasneje tudi zares zavladal, je le še utrdil reforme Taika in moč cesarskega dvora.

### Sistemricurjo
Sistem ricurjo je bil kodificiran v več fazah. Leta 668 je bil dokončan kodeks Omi, imenovan po lokaciji dvora cesarja Tendžija. Nadaljnje kodificiranje se je zgodilo pod cesarico Džito leto 689 v kodeksu Asuka Kijomihara, imenovan po lokaciji dvora umrlega cesarja Tenmuja. Kodeks Taiho je zadnji dodatek k sistemu iz leta 701. Razen manjših modifikacij je veljal skoraj nespremenjen do leta 1868.
Ricu del kodeksa je bil sprejet po kitajskem sistemu, rjo pa je bil sestavljen v lokalnem stilu. Nekateri trdijo, da temelji do določene mere na kitajskem modelu.
Kodeks Taiho je predvideval konfucijanske kazenske provizije (blažje so boljše kot hude) in centralno upravo v kitajskem slogu preko džingi-kana (神祇官), posvečenega šintoističnim in dvornim obredom, in dajdžo-kana (太政官) in njegovih osem ministrstev (centralna uprava, obredi, civilne zadeve, cesarska hiša, pravica, ljudske zadeve, zakladnica, vojaške zadeve). Čeprav niso prisvojili kitajskega sistema ocenjevanja civilnih služabnikov, je bil ustanovljen kolegijski urad (大学寮 Dajgaku Rjo) za usposabljanje bodočih uradnikov, ki temelji na konfucijanski klasiki. Tradicija je kasneje vseeno prevladala, aristokratsko poreklo je spet igralo vlogo pri zasedanju položajev, nazivi so postali spet dedni. Kodeks Tajho se ni dotaknil izbiranja vladarja. Od 5. do 8. stoletja je vladalo več cesaric, po letu 770 pa je ostalo samo dedovanje po moški strani (večinoma od sina na očeta, lahko pa tudi na brata ali strica).
Fudživara no Fuhito, sin Nakatoni no Kamatarija je bil med sestavljavci kodeksa. Po zgodovinski knjigi Šoku Nihongi sta bila dva snovalca kitajska svečenika (Šoku Šugen in Sacu Koukaku). Kitajska svečenika sta delovala tudi kot strokovnjaka za jezikoslovje, kar jima je prislužilo dve nagradi od cesarice Džito.

## Mednarodni odnosi
Kitajska kultura je bila uvedena preko Treh korejskih kraljestev preden so ustanovili ambasade na Kitajskem. Kljub nadaljevanju misij in zelo dobrih odnosov iz Obdobja Kofun se je kitajski vpliv skozi obdobje manjšal. V tem času so se korejska kraljestva pogosto spopadala. Za zagotovitev japonske nevtralnosti ali pomoč so pogosto pošiljala darila. Taktika naj bi se najbolj splačala kraljestvu Baekje, saj se je japonska vojaška podpora povečala. Mnogi obrtniki in vešči delavci so prihajali na Japonsko iz Korejskega polotoka, med njimi visoka svečenika Eji iz Gogurjeoja in Eso iz Baekjeja leta 595. Tudi Kanroku je prispel iz Baekjeja. Postal je tutor princu Šotokuju v političnih zadevah. Ko sta se državi povezali, so svečeniki Gogurjeo zapustili Japonsko. Dvor Jamato je vladal nad plemeni na Kjušuju in Honšuju, izdajal nazive, nekateri so bili dedni. 
Med leti 600 in 659 je Japonska poslala odposlance na Kitajsko dinastije Tang, v naslednjih 32 letih, ko so pisali zakonike, pa nobenega. 11 odposlancev so napotili v Sillo, te pa po Nihon Šokiju 17 nazaj v času vladavine cesarja Tenmuja in cesarice Džito. Vladajoči sloji Jamato in Baekje so bili v prijateljskih odnosih, saj je Jamato poslal svojo mornarico v pomoč kraljestvu Baekje v letih 660-663 proti invaziji kraljestva Silla in Tang Kitajske (bitka pri Baekgangu).

## Prihod budizma
Budizem naj bi Japonski predstavil kralj Seong iz Baekjeja v letu 538, kar pomeni novo versko doktrino na Japonskem otočju. Klan Soga, ki se je povzpel do moči pod cesarjem Kinmeijem okoli leta 531, si je želel prisvojiti budizem, pa tudi vladni in kulturni model po kitajskem konfucijanstvu. Družina Nakatomi, odgovorna za dvorne šintoistične rituale, in vojaški klan Mononobe pa sta tem novim vplivom nasprotovala. Soge so uvedle fiskalne politike po kitajskem vzoru, ustanovile prvo državno zakladnico, trgovale s Korejo. Odnosi med stranema so bili zagrenjeni več kot stoletje, v katerem so se Soge povzpele na oblast.
Reforme Taika so z ediktom za poenostavitev pogrebov prepovedale velike kofune (grobne gomile) in jih tudi regulirale po velikosti in obliki glede na razred pokopanega. Kasnejši tumulusi so manjši in polni fresk, kar nakazuje širjenje budizma in taoizma v tem obdobju; kofuna Takamacuzuka in Kitora sta znani po stenskih poslikavah.
Uporaba zapletenih kofunov je zato zamrla v luči budizma, ki je videl življenje kot prehodno stanje. Neplemiči in elite obrobnih regij so uporabljale kofune do poznega sedmega stoletja, poenostavljene grobnice pa še dlje.
Leta 675 je cesar Tenmu prepovedal uporabo živine in uživanje mesa divjih živali (konj, goveda, psov, opic in ptic) zaradi vplivov budizma. Obnavljala se je skozi celotno obdobje, v Obdobju Heian pa izničila. Glodavcev, srnjadi in divjih prašičev prepoved ni zadevala.

## Vplivi taoizma
Taoizem je bil uveden v obdobju Asuka. V sredini 7. stoletja je cesarica Saimei zgradila svetišče Danzan (談山神社), taoističen tempelj na gori Tonomine (多武峰). Osemkotna oblika cesarskih grobnic te dobe in zvezdni zemljevidi, narisani v kofunih Kitora in Takamacuzuka odsevajo taoistično kozmologijo. Tenno (天皇 "Nebeški cesar"), nov naziv za japonskega monarha, verjetno izvira iz naziva vrhovnega boga taoizma, boga Polaris, zvezde Severnice (天皇大帝 Tenko Taitei).
Taoistična prepričanja so se povezala z budizmom in šintoizmom v nove obrede. Onmjodo (陰陽道), vrsta japonske kozmologije in geomancije, je sad tega mešanja. Če se je začelo obdobje s spori glede religije, se je končalo mirno s sinkretizmom domorodnega verovanja z novimi nazori.

## Umetnost in arhitektura

### Asuka kultura
Nekatere strukture iz obdobja stojijo še danes. Lesene stavbe pri Horju-džiju iz 7. stoletja kažejo na vplive s Kitajske in zahoda Azije. Stebri spominjajo na arhitekturo Partenona. Petnadstropna pagoda (五重の塔 go-džu no to) je preobrazba indijske strukture stupe. Poslikave iz 5. stoletja kažejo na vpliv dinastije Tang in Gogurjeo.
Verjame se, da je japonska budistična kiparska umetnost tega obdobja sledila slogu Šestih kitajskih dinastij. Značilnosti skulptur te dobe se imenujejo tudi slog Tori, vzet iz imena uglednega kiparja Kuracukurija Torija, vnuka kitajskega priseljenca Šiba Tatto. Značilnosti sloga so označene, mandljaste oči, simetrično zloženi uvihki oblačil in t.i. »arhaičen smeh«. Kudara Kannon v Horju-džiju je najvidnejša budistična skulptura iz tega obdobja.

### Kultura Hakuho
Druga stopnja budistične umetnosti po kulturi Asuka je kultura Hakuho (白鳳文化 Hakuho Bunka), po datumu sledi reformam Taika iz leta 646 do premika prestolnice v Naro leta 710. V drugi polovici 8. stoletja je ustvarjala množica ljudi od bojevnikov do cesarjev. Najstarejša pesniška zbirka je Man'jošu (万葉集 »Zbirka desettisočih listov«). Vsebuje dela izjemnih pesnikov, kot sta princesa Nukata in Kakinomoto no Hitomaro. Pojavi se vaka (和歌 »japonska pesem«) kot nov slog poezije. Izraz je bil skovan za ločitev od kitajske poezije. Znotraj sloga je popularna oblika tanka (短歌 »kratka pesem«), sestavljena iz 31 zlogov (japonskih moraičnih enot), razdeljenih v vzorcu 5-7-5-7-7.

## Dogodki
- 538: Korejsko kraljestvo Baekje pošlje delegacijo za predstavitev budizma japonskemu cesarju
- 593: princ Šotoku je imenovan za regenta cesarici Suiko in promovira budizem s klanom Soga
- 600: država Jamato pošlje prve odposlance na Kitajsko po letu 478
- 604: princ Šotoku naroči Sedemnajstčlensko ustavo po konfucionističnih načelih, s čimer uradno nastane japonsko cesarstvi
- 607: princ Šotoku zgradi budistični tempelj Horju-dži v Ikarugi
- 645: Soga no Iruka in njegov oče Emiši sta ubita v incidentu išši; cesar Kotoku sede na prestol in utrdi cesarsko moč nad aristokratskimi klani z reformo Taiko, ki spremeni države v province
- 663: japonska mornarica je poražena s strani zavezništva dinastije Tang in kraljestva Silla v bitki pri Baekgangu, s čimer ne povrne kraljestva Baekje na oblast
- 670: sestavljen je prvi družinski register (庚午年籍 Kogo Nendžaku)
- 672: princ Oama, kasnejši cesar Tenmu, si pribori prestol z zmago v civilni vojni Džišin no Ran (壬申の乱) proti cesarju Kobunu
- 689: razglašen je kodeks Asuka Kijomihara
- 701: razglašen je kodeks Taiho
- 705: ustanovitev Nišijama Onsen Kej'unkan, najstarejšega hotela, ki še vedno deluje
- 708: skovan je prvi japonski kovanev (和同開珎 vadokaičin)

## Referenca
- This article incorporates public domain material from Japan. Library of Congress Country Studies.